# Taschorema apobamum
Taschorema apobamum är en nattsländeart som beskrevs av Arturs Neboiss 1977. Taschorema apobamum ingår i släktet Taschorema och familjen Hydrobiosidae. Inga underarter finns listade i Catalogue of Life.